# Suuri Jänissaari
Suuri Jänissaari är en ö i Finland. Den ligger i sjön Pyhäselkä och i kommunen Rääkkylä i den ekonomiska regionen  Mellersta Karelens ekonomiska region  och landskapet Norra Karelen, i den sydöstra delen av landet, 300 km nordost om huvudstaden Helsingfors. Öns area är 1,03 kvadratkilometer och dess största längd är 2,2 kilometer i sydöst-nordvästlig riktning.